# Alexey Parshin
Aleksey Nikolaevich Parshin (em russo:  Алексей Николаевич Паршин; Ecaterimburgo, 7 de novembro de 1942 — Moscou, 18 de junho de 2022) foi um matemático russo, especialista em teoria dos números e geometria algébrica.

## Educação e carreira
Parshin graduou-se em 1964 na Faculdade de Matemática e Mecânica da Universidade Estatal de Moscou e seguiu sua formação como estudante de pós-graduação no Instituto de Matemática Steklov, onde obteve um Candidato de Ciências em 1968. Em 1983 obteve um Doktor nauk na Universidade Estatal de Moscou. É atualmente professor do Instituto de Matemática Steklov, onde é chefe do Departamento de Álgebra, sendo também professor da Universidade Estatal de Moscou.
Parshin provou em 1968 que a conjectura de Mordell é uma consequência lógica de uma conjectura de finitude, formulada por Igor Shafarevich, concernente a classes isomorfas de variedades abelianas. (Shafarevich apresentou sua conjectura de finitude no Congresso Internacional de Matemáticos em Estocolmo (1962)). Em 1983 Gerd Faltings provou a conjectura da finitude de Shafarevich (e assim a conjectura de Mordell).
As pesquisas de Parshin lidam com generalizações da teoria dos corpos de classes em dimensões superiores, com sistemas integráveis, e com a história da matemática. Foi editor da edição russa dos collected works de David Hilbert e foi co-editor, com Vladimir Arnold, do selected works de Hermann Weyl.
Parshin é membro correspondente da Academia de Ciências da Rússia. Foi palestrante plenário do Congresso Internacional de Matemáticos em Hyderabad (2010: Representations of Higher Adelic Groups and Arithmetics). Foi palestrante convidado do Congresso Internacional de Matemáticos em Nice (1970: Quelques conjectures de finitude en géométrie diophantienne.

## Publicações selecionadas
- Parshin, A. N. (2002). Путь. Математика и другие миры [The Way. Mathematics and Other Worlds] (em russo). Moscow: Добросвет. ISBN 978-5-7913-0053-9  (Os escritos de Parshin sobre ciência e filosofia russas)
- com Shafarevich, Parshin editou vários volumes da série "Algebraic Geometry and Number Theory" - Encyclopedia of Mathematical Sciences publicado por Springer Verlag.
  - Parshin, A. N.; Shafarevich, I. R., eds. (1998). Algebraic Geometry III – Complex Algebraic Varieties Algebraic Curves and Their Jacobians. Col: Encyclopaedia of Mathematical Sciences. 36. [S.l.: s.n.] ISBN 978-3-642-08118-7. doi:10.1007/978-3-662-03662-4
  - Parshin, A. N.; Shafarevich, I. R., eds. (1994). Algebraic Geometry IV – Linear Algebraic Groups Invariant Theory. Col: Encyclopaedia of Mathematical Sciences (em inglês). 55. [S.l.: s.n.] ISBN 978-3-642-08119-4. doi:10.1007/978-3-662-03073-8
  - Parshin, A. N.; Shafarevich, I. R., eds. (1999). Algebraic Geometry V – Fano Varieties. 47. [S.l.: s.n.] ISBN 978-3-642-08260-3
  - Parshin, A.vN.; Shafarevich, I. R., eds. (1998). Number Theory IV – Transcendental Numbers. Col: Encyclopaedia of Mathematical Sciences (em inglês). 44. [S.l.: s.n.] ISBN 978-3-662-03644-0. doi:10.1007/978-3-662-03644-0
- Parshin, A. N.; Shafarevich, I. R. (1986). «Arithmetic of algebraic varieties». Proceedings of the Steklov Institute of Mathematics. 168 (3): 75–99
- com Yuri Zarin: Problemas de finitude em geometria algébrica, em Eight papers translated from the Russian. American Mathematical Society Translations Ser. 2, Vol.143, 1989, pp. 35–102, versão revisada do original publicada como apêndice na edição russa de Serge Lang Fundamentals of Diophantine Geometry (Versão em inglês do apêndice Online)
- Parshin Numbers as functions. The development of an idea in the Moscow school of algebraic geometry, em Bolibruch, Osipov, Sinai (eds.) Mathematical Events of the Twentieth Century, 2006, pp. 297–330
- Parshin Mathematik in Moskau – es war eine große Epoche, Mitteilungen DMV, Vol. 18, 2010, pp. 43–48